# Chiesa di Sant'Orsola (Vigo di Cadore)
La chiesa di Sant'Orsola è un edificio religioso trecentesco situato a Vigo di Cadore, in provincia di Belluno e diocesi di Belluno-Feltre. All'interno conserva un ciclo di affreschi trecenteschi, principalmente dedicati alle Storie di sant'Orsola.

## Storia e descrizione
La costruzione del tempio, probabilmente destinato a cappella funeraria, fu voluta da Ainardo da Vigo, figlio di Odorico podestà del Cadore. Alla morte di Rizzardo III Camino nel 1335 il territorio era formalmente tornato sotto il potere temporale del patriarca di Aquileia, ma Ainardo rimase un importante funzionario al servizio dei caminesi e volle lasciare nel paese un segno della propria famiglia fondando la chiesetta. Durante questi incarichi il da Vigo morì a Serravalle nel 1346 e qui fu sepolto nella Pieve di Bigonzo lasciando però la disposizione testamentaria di venire successivamente translato in Sant'Orsola. L'accrescimento delle doti alla chiesetta fu continuato dalla vedova Margherita di Leisach (già morta nel 1350) e del suo secondo marito, Federico Pandolfo di Lienz (morto nel 1361).

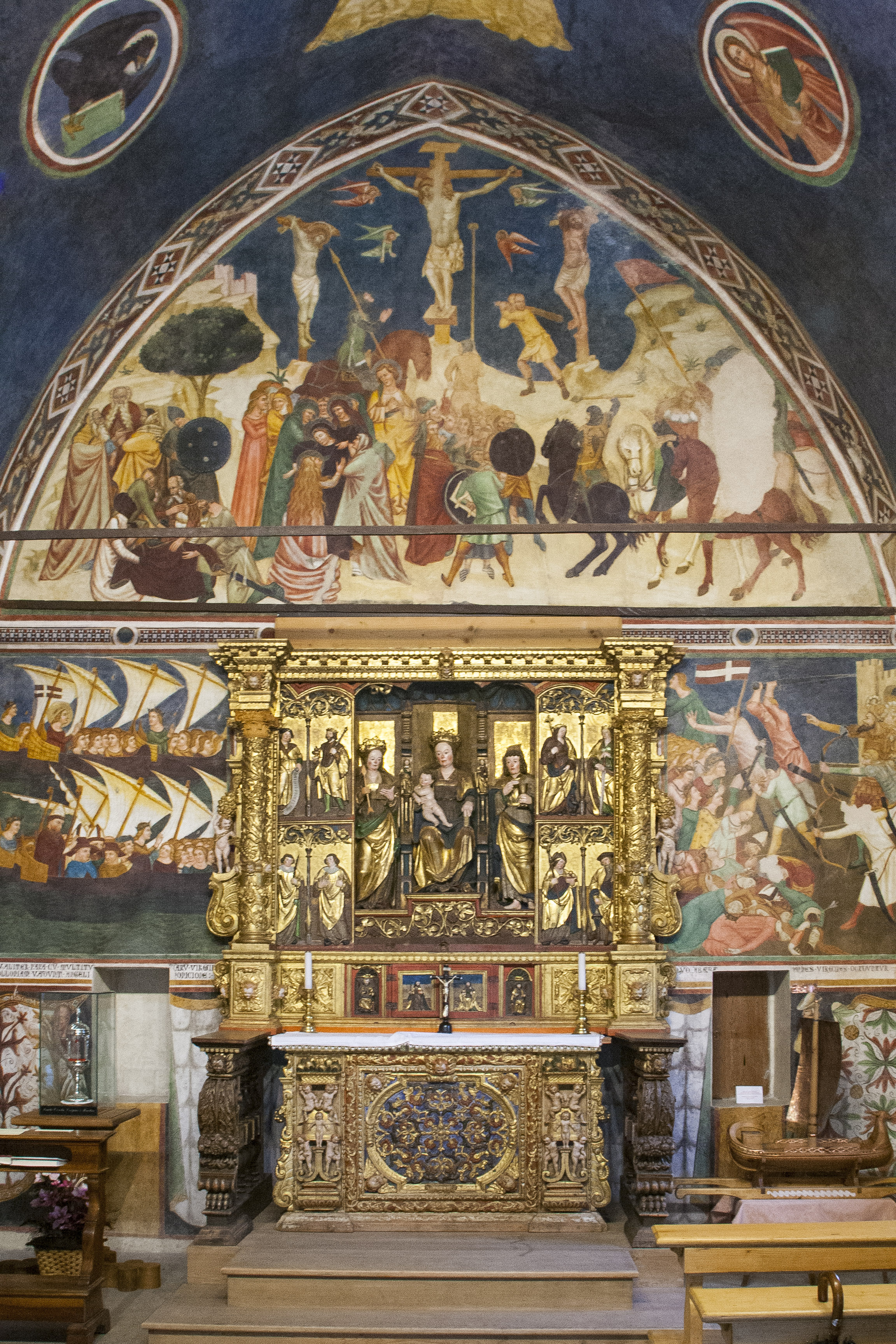
La parete absidale con due storie di Sant'Orsola che affiancano l'altare ligneo e la grande scena del Golgota nella lunetta ogivale.

La chiesa si presenta come un esempio della semplice architettura cadorina del Trecento, a base rettangolare, salvo la più tarda aggiunta (XVII secolo) del corpo arretrato sulla sinistra per una cappella laterale e la sagrestia. Nella facciata, protetta dall'ampia sporgenza del tetto a capanna, sopravvivono i riquadri di due affreschi trecenteschi a sinistra una Madonna col Bambino in trono guardata da angeli e a destra un San Cristoforo col Bambino. Ambedue sono in discrete condizioni, solo il secondo lamenta alcune perdite nella parte superiore a destra e la scempiatura dovuta all'apertura di una finestra seicentesca proprio alla sua base. Al centro sopra la porta un altro molto più tardo affresco leggibile ma decisamente scolorito raffigura una santa non identificata.
Alla semplicità dell'esterno fa da contraltare la vivacità l'interno con le sue pareti completamente affrescate. Lungo le pareti sono le Storie di Sant'Orsola, nella lunetta absidale una grande scena del Golgota mentre sulla lunetta in controfacciata un San Giorgio ed il drago risulta piuttosto rovinato, l'abbassamento a finti tendaggi è vivacizzato da tre personaggi intenti a richiuderli in senso di lutto. Sul blu del soffitto si staglia la figura centrale della Vergine col Bambino circondata dai tondi con gli emblemi degli evangelisti. 
La continuità delle Storie di Sant'Orsola è stata purtroppo compromessa dall'apertura sulla sinistra della cappella di san Lazzaro nel Seicento. Resta possibile una precisa lettura della serie partendo da sinistra dell'ingresso e procedendo in senso orario: Ambasciata al re di Bretagna, Apparizione di un angelo a Orsola, Battesimo di Eterio, Arrivo a Roma, Navigazione verso Colonia, Martirio delle vergini, Esequie delle martiri, Gloria di Sant'Orsola, Apparizione di sant'Orsola a un monaco morente.
Il ciclo pare dipinto attorno al 1353-1355, e quindi su impulso di Federico Pandolfo di Lienz, il committente ha comunque voluto far identificare i due donatori originari, Ainardo e Margherita, con le figure inginocchiate nella scena della Gloria di Sant'Orsola. Nonostante queste Storie di Sant'Orsola abbiano suscitato da tempo l'interesse degli storici dell'arte, già con Cavalcaselle, non si è giunti a definire la paternità del ciclo (se si esclude la poco convincente proposta dei nomi di Vitulino da Serravalle o di suo figlio Bernardo, entrambi certamente operanti nel Cadore o nell'Ampezzo in quel periodo). La pittura denuncia sicuramente una partenza dai modi postgiotteschi ma manifesta anche un'attenzione verso le altre esperienze dei pittori emiliani allora attivi in Veneto, mentre dal punto vista iconografico la serie può aver tratto ispirazione da un polittico dell'ambito di Paolo Veneziano ora in collezione privata.

Ciclo delle Storie di Sant'Orsola a Vigo di Cadore
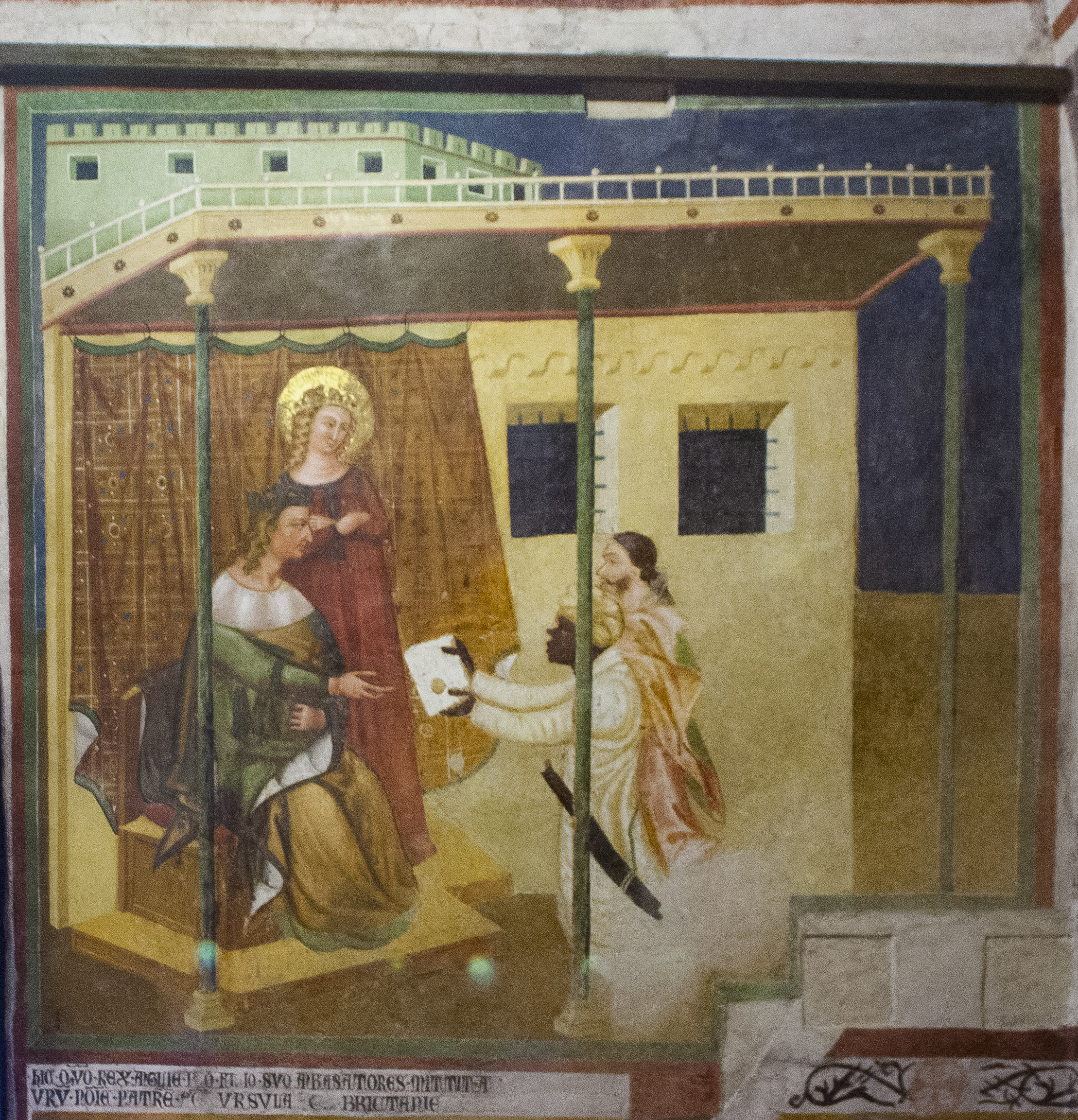
Ambasciata al re di Bretagna
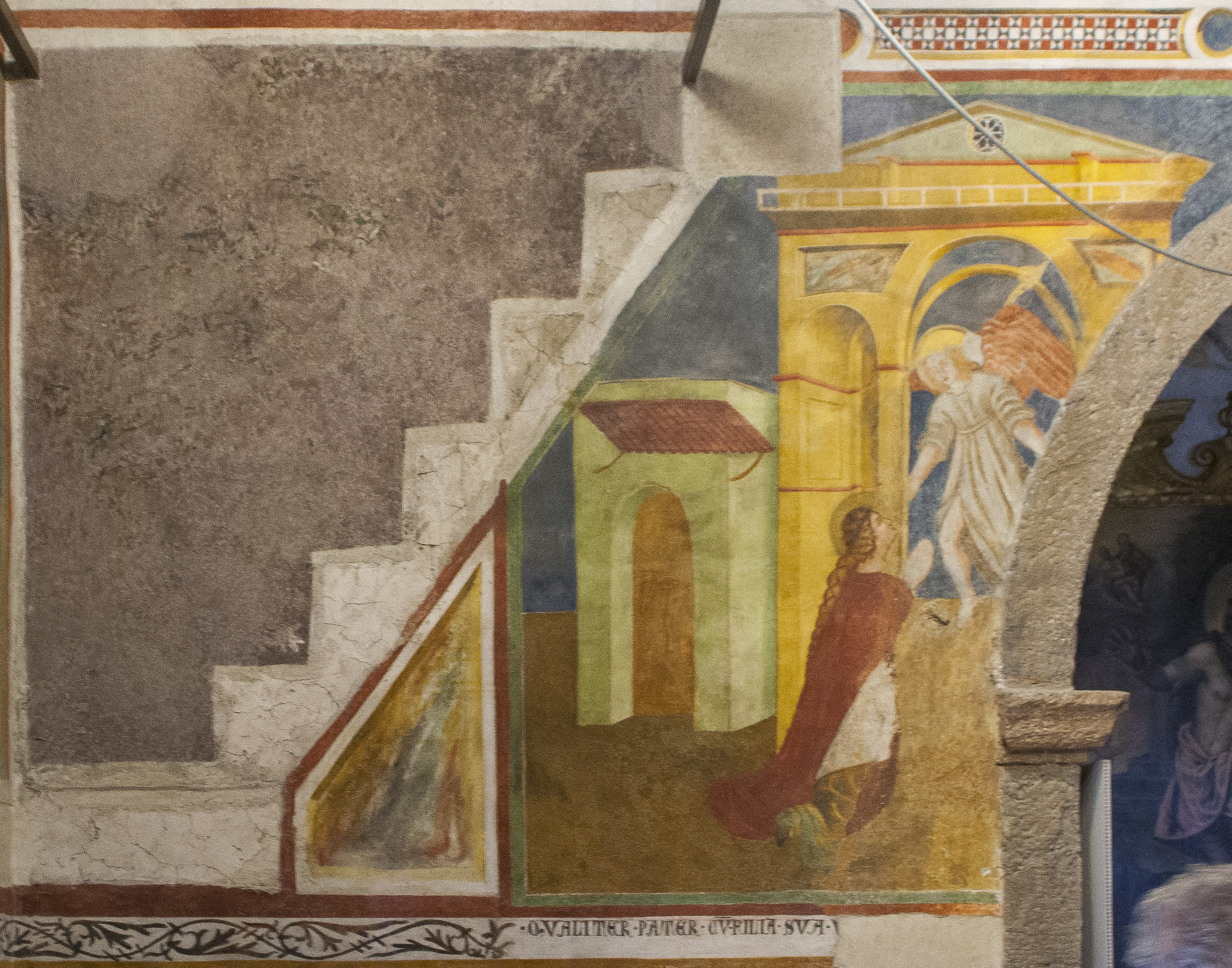
Apparizione dell'angelo a Orsola
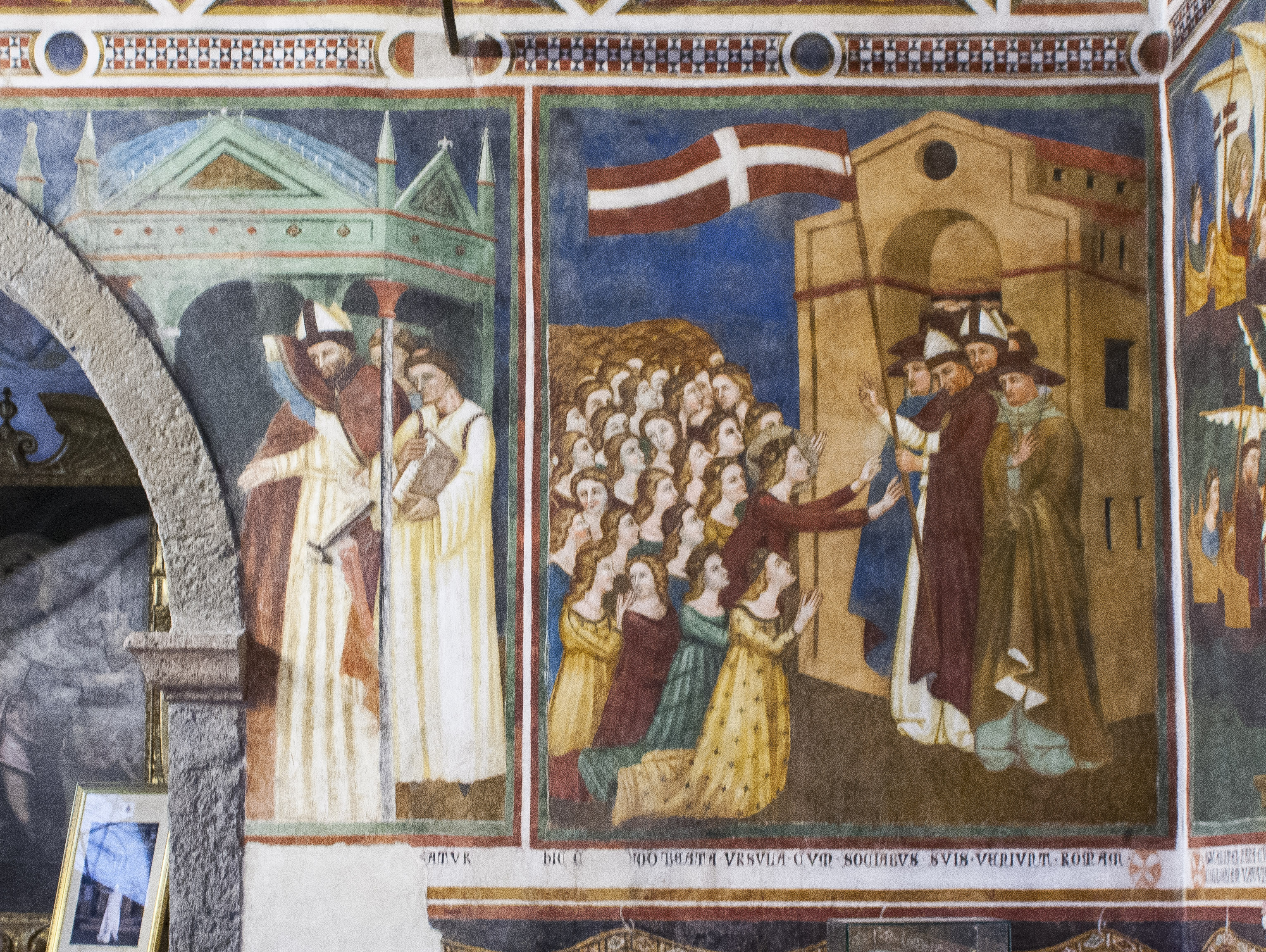
Battesimo di Eterio (lacerto) e Arrivo a Roma
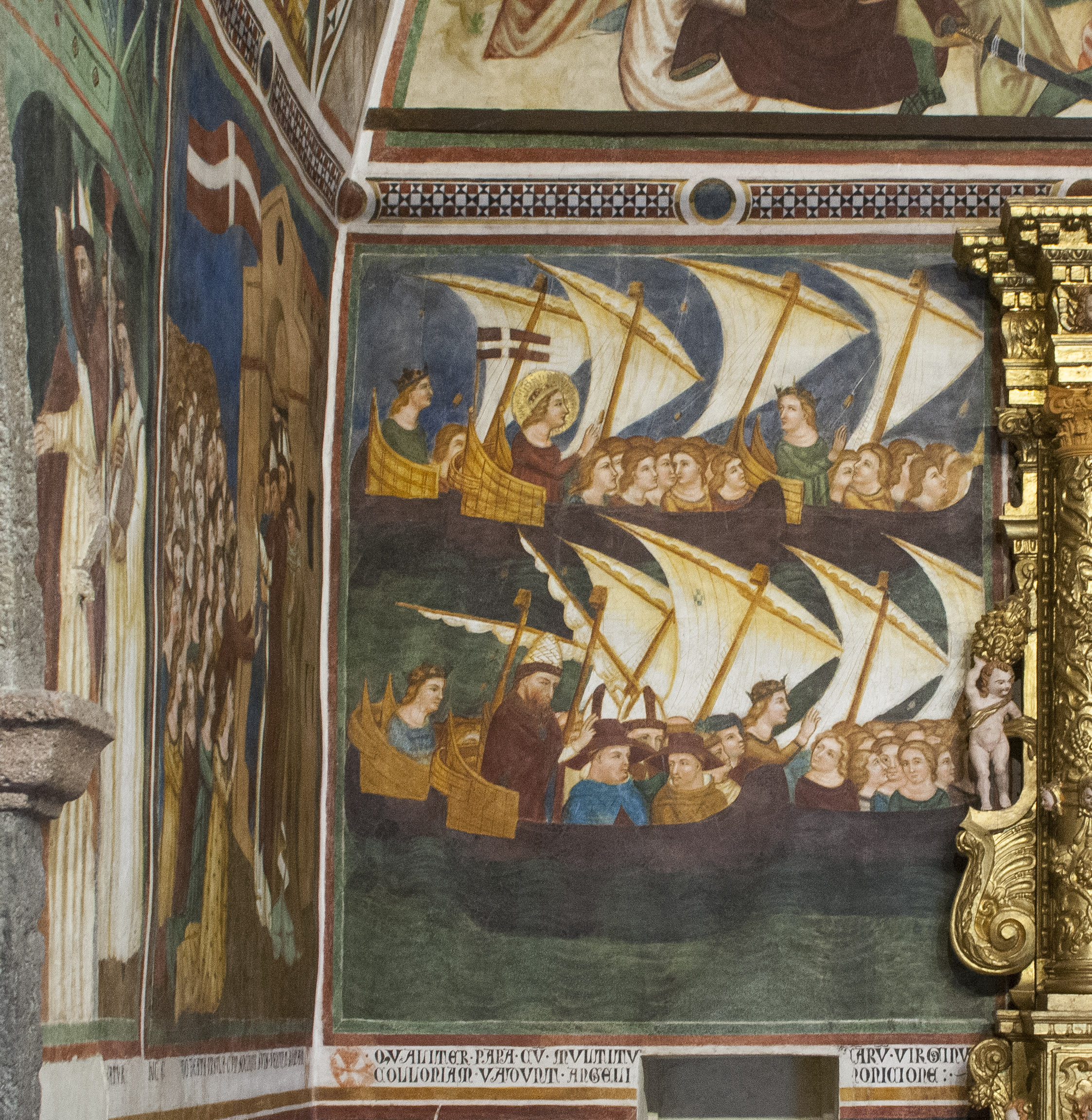
Navigazione verso Colonia
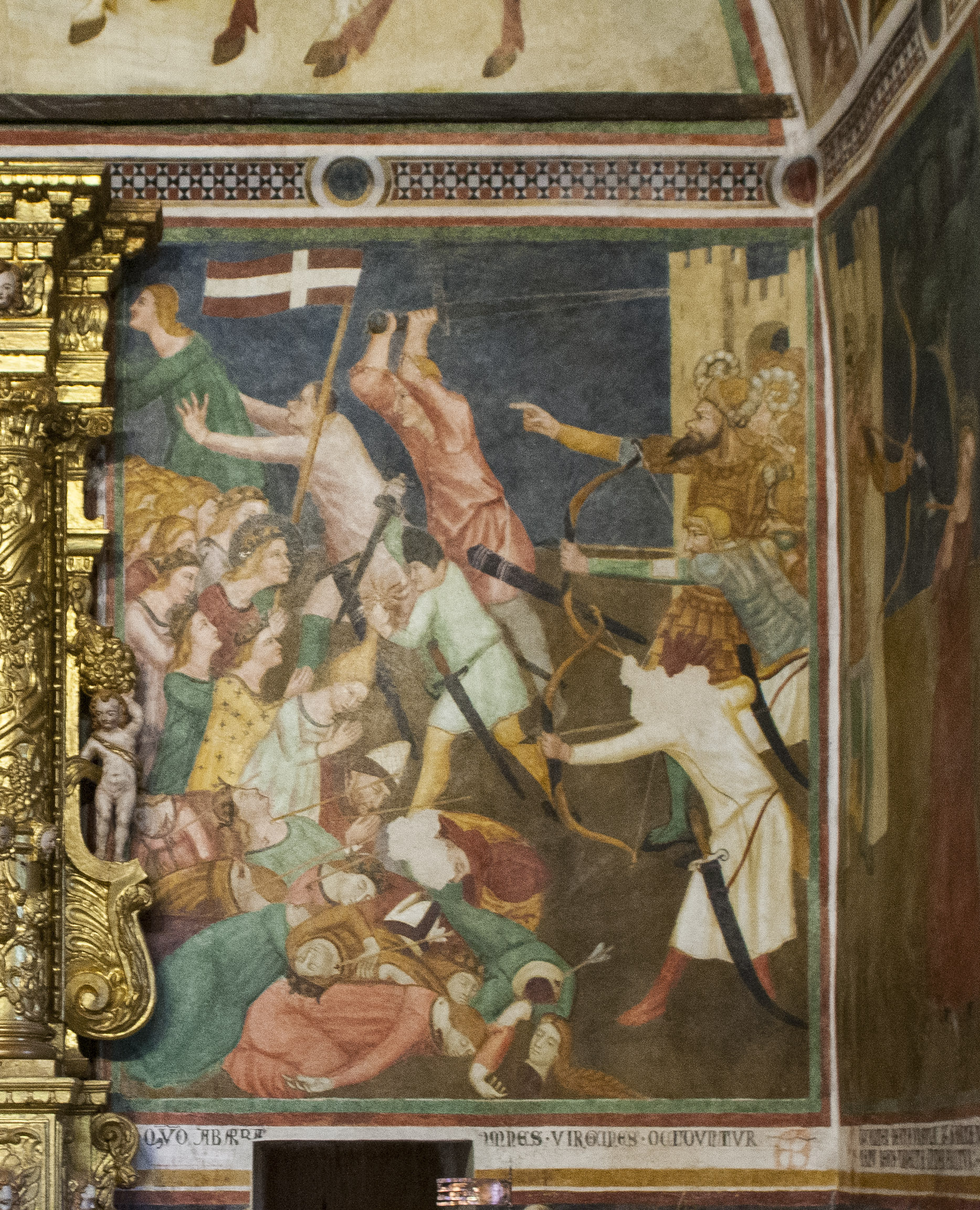
Martirio delle vergini
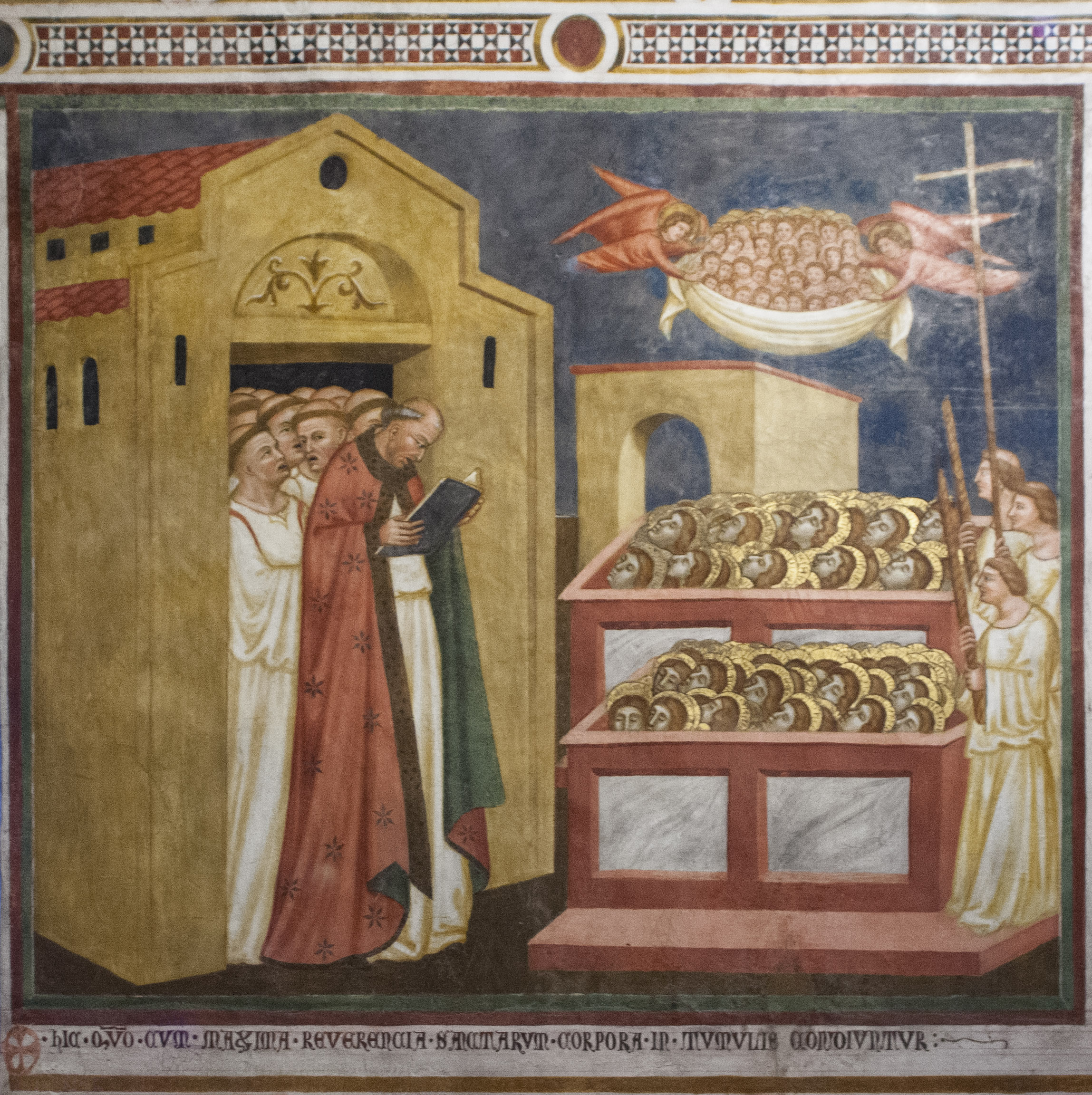
Esequie delle martiri
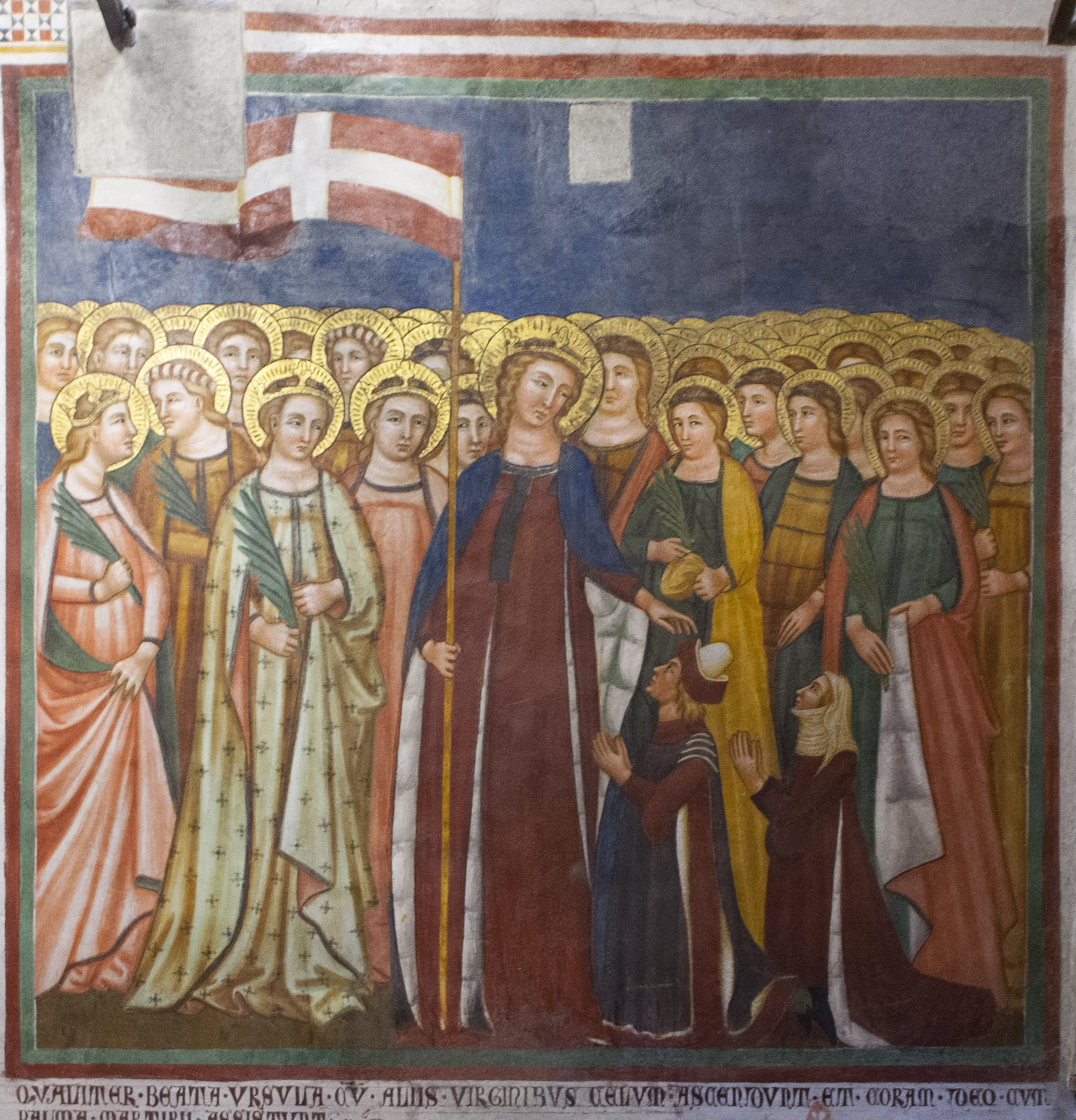
Gloria di Sant'Orsola con i donatori Ainardo da Vigo e Margherita di Leisach
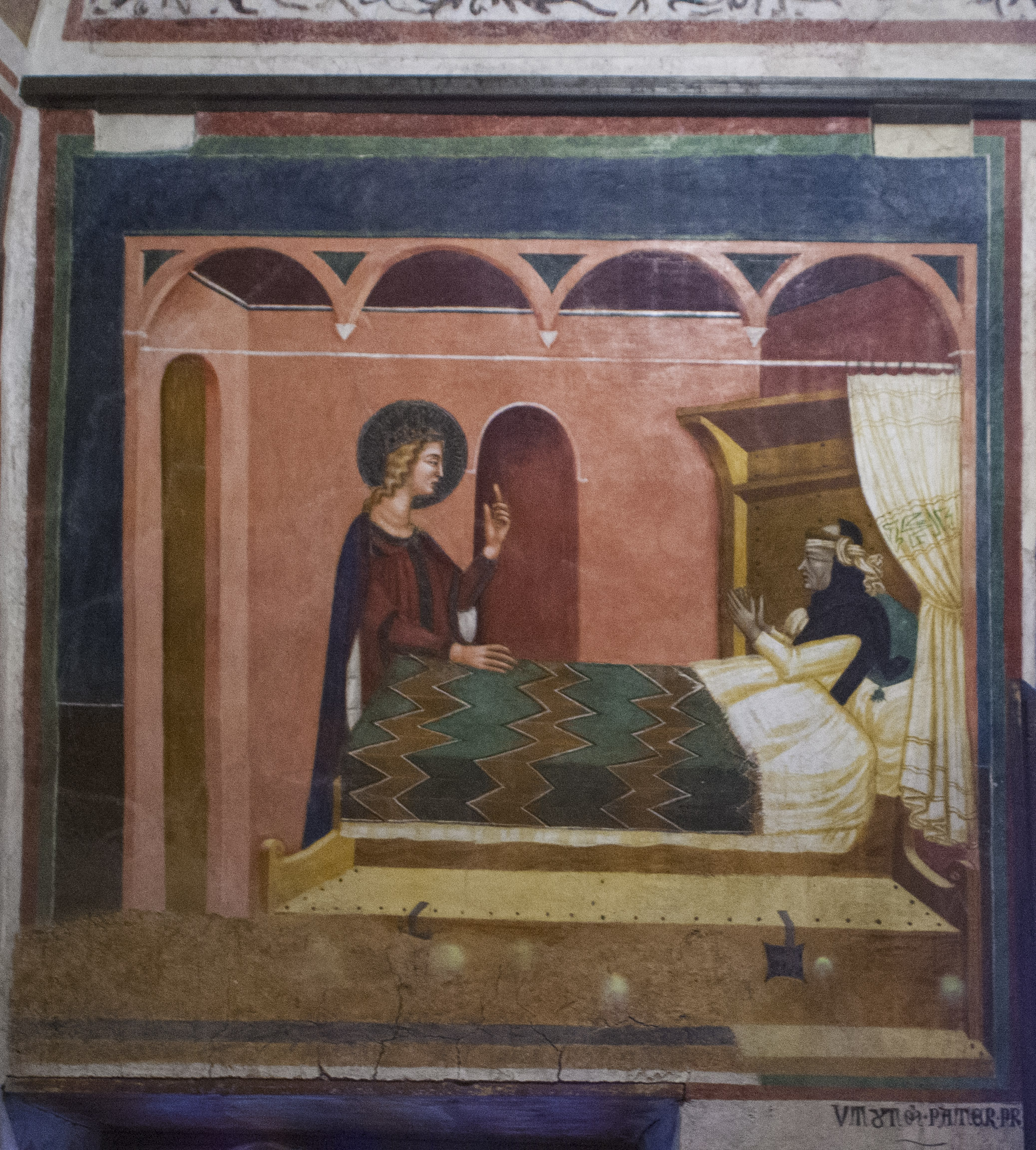
Apparizione di sant'Orsola a un monaco morente

Altra opera interessante è il piccolo altar maggiore, realizzato nel 1541 dall'intagliatore Michael Parth di Brunico, attivo, oltre che in patria, in Cadore, in Friuli, in Carnia e Carinzia. Lo stile pur rinascimentale mantiene dei ricordi gotici tipicamente austriaci. Si tratta di un manufatto che rientra perfettamente nei gusti cadorini del tempo, pur altrettanto estimatori della pittura veneta, mentre erano avvezzi alla scultura e ed una strutturazione degli altari più nordica. 

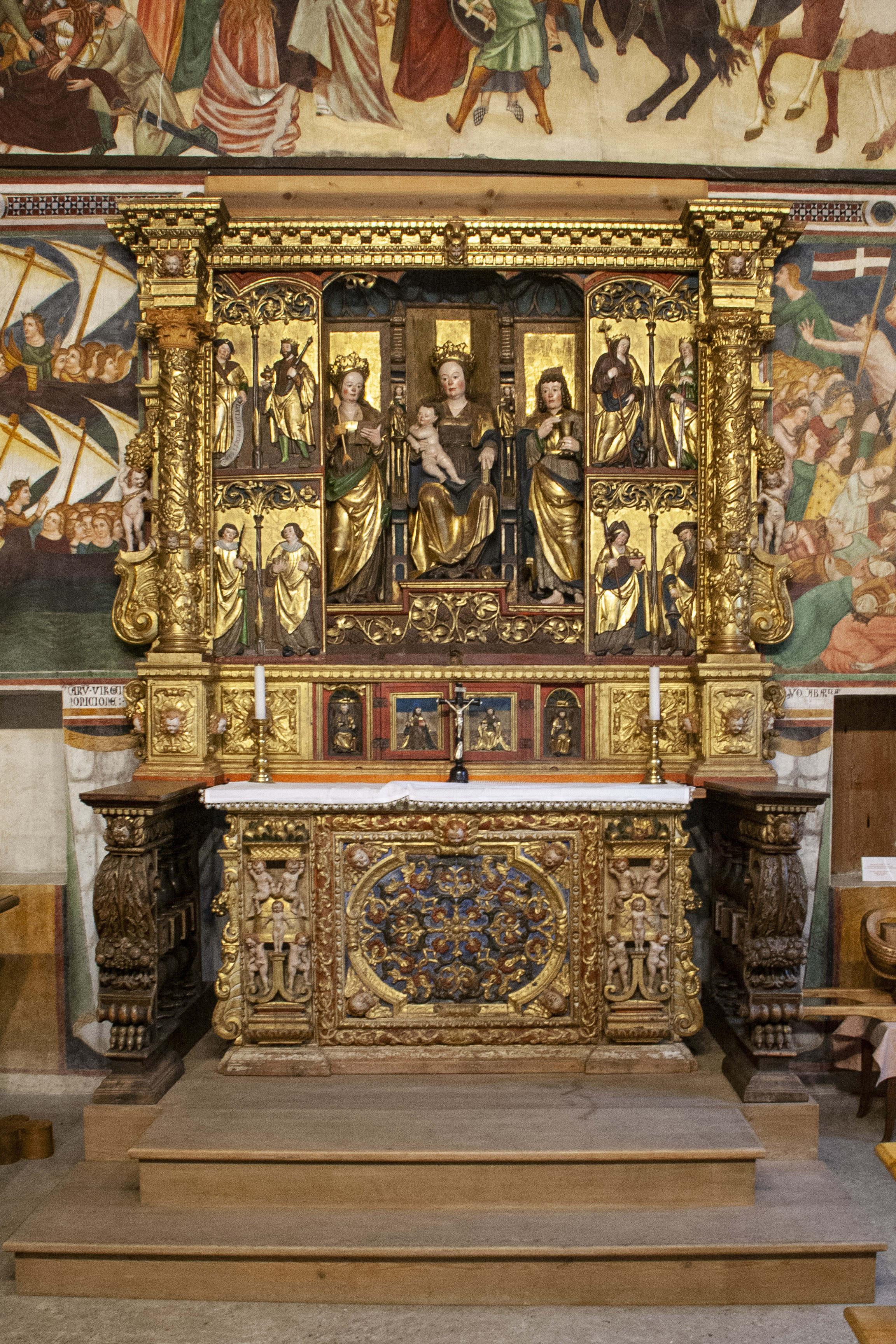
Michael Parth, Altare maggiore, 1541, legno intagliato dipinto e dorato.

Non sembra questo stile sia stato presentato ed introdotto dai diversi pievani di origine tedesca presenti nel Cadore, piuttosto derivi dalle normali frequentazoni transalpine di quei secoli, sicuramente era riconosciuto ed apprezzato dai fedeli che finanziavano le opere. Dai documenti pervenutici proprio riguardo a questo altare sappiamo che il contratto fu stipulato tra l'intagliatore e un piccolo gruppo di parrocchiani laici e che da un secolo a poco dopo quella data non c'erano stati preti tedeschi a Vigo.
Attualmente è stato eliminato il coronamento barocco realizzato dai fratelli cadorini Giobatta e Giovanni de Chiantre che giungeva a mascherare abbondantemente il soprastante Golgota. Di questo intervento rimangono solo le colonne vitinee ai lati dello scrigno e le brevi balaustrate che affiancano il paliotto e la mensa. Nel comparto centrale dello scrigno, a tutto tondo, la Vergine col Bambino in trono è affiancata dalle figure leggermente più piccole di sant'Orsola e santa Maria Maddalena; nei comparti laterali sono quattro bassorilievi con coppie di santi, ridotti a metà altezza;  altri quattro santi ancora più piccoli sono in altrettanti comparti al centro della predella. Il paliotto è invece ornato da motivi vegetali, incorniciature con cartocci, cherubini e putti.

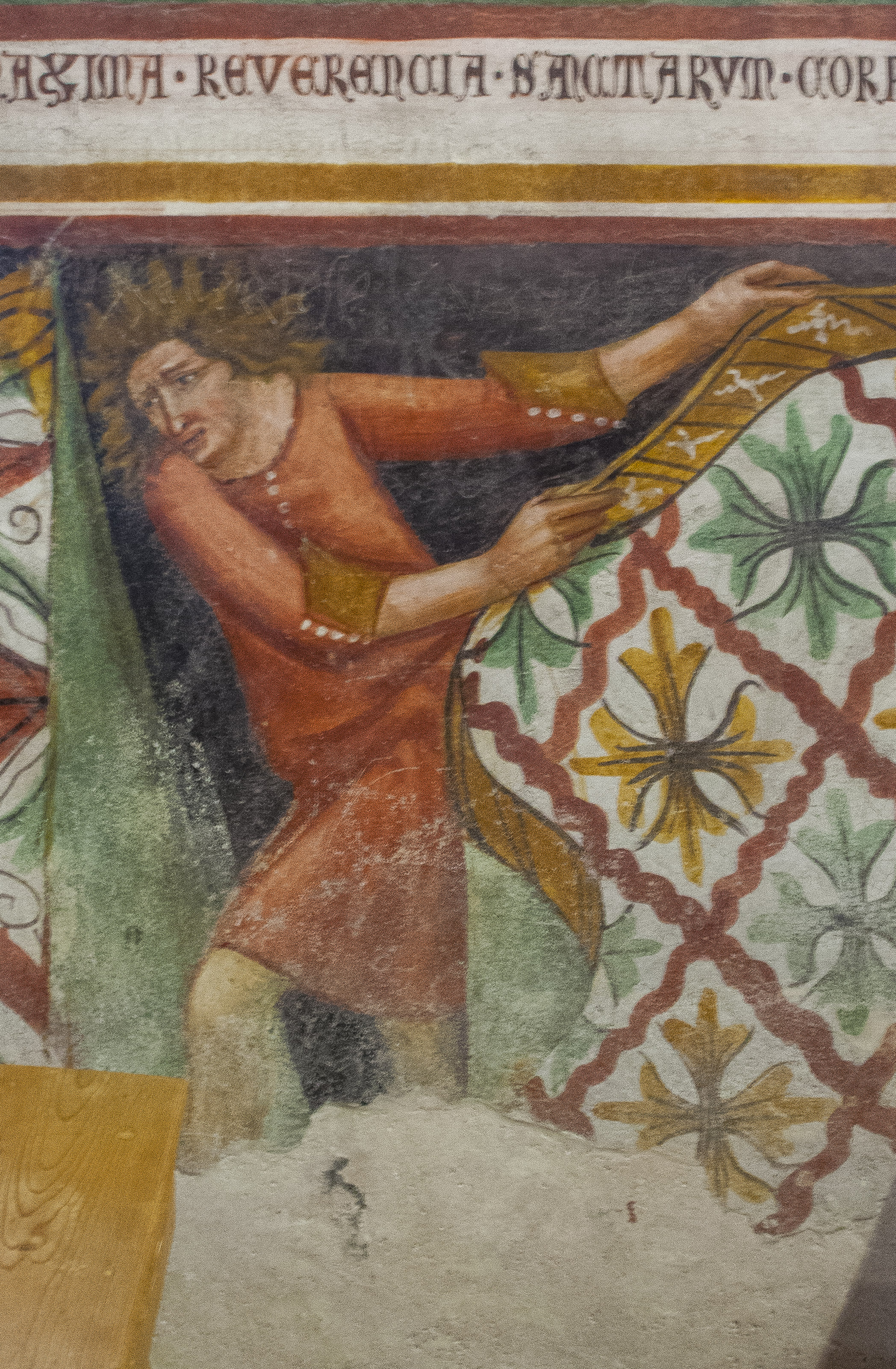
Una delle figure reggi velario dell'abbassamento.

Meno interessante è il risultato della seicentesca cappella laterale di san Lazzaro il cui arcone ha spezzato il ciclo degli antichi affreschi. 
Sopra l'altre ligneo, ben più semplice del maggiore, è la piccola pala di un anonimo tenebroso che, se pur del periodo barocco,  mantiene comunque reminiscenze tintorettesche; la tela è racchiusa in una cornice dorata, a cartocci e animata da un paio di rosei puttini. Le pareti della cappella sono ingenuamente decorati a fresco, sopra un basamento anche qui a finto tendaggio, con vasi di fiori, frutta, stelle e altri motivi vegetali.